# Chalamont
Chalamont je naselje in občina v jugovzhodnem francoskem departmaju Ain regije Rona-Alpe. Leta 2009 je naselje imelo 2.279 prebivalcev.

## Geografija
Kraj se nahaja v pokrajini Dombes 30 km južno od Bourga.

## Administracija
Chalamont je sedež istoimenskega kantona, v katerega so poleg njegove vključene še občine Châtenay, Châtillon-la-Palud, Crans, Le Plantay, Saint-Nizier-le-Désert, Versailleux in Villette-sur-Ain s 6.853 prebivalci.
Kanton je sestavni del okrožja Bourg-en-Bresse.